# Kvarken do Sul
	
O estreito de Kvarken do Sul - em sueco Södra kvarken e em finlandês Ahvenanrauma - é um estreito do mar Báltico, entre a Suécia e a Finlândia.

Fica demarcado a norte pelo mar de Bótnia, e a sul pelo mar de Åland, na Suécia.

## Partes do mar Báltico

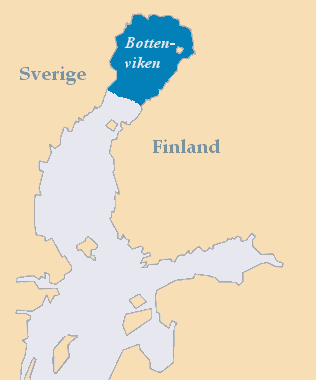
Bottenviken Baía de Bótnia
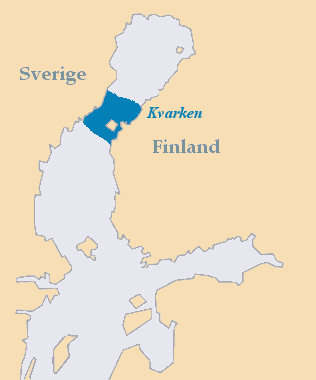
Norra Kvarken Kvarken do Norte
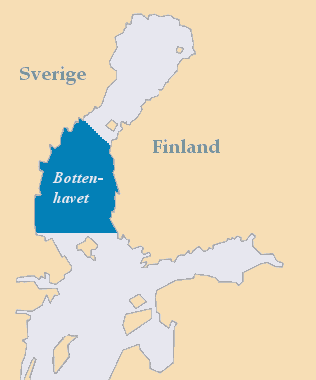
Bottenhavet Mar de Bótnia
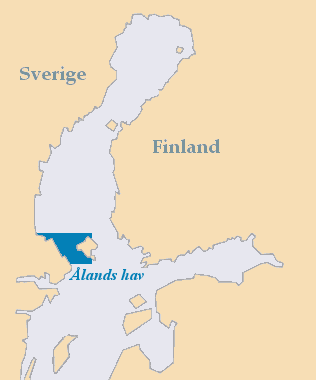
Ålands hav Mar de Åland
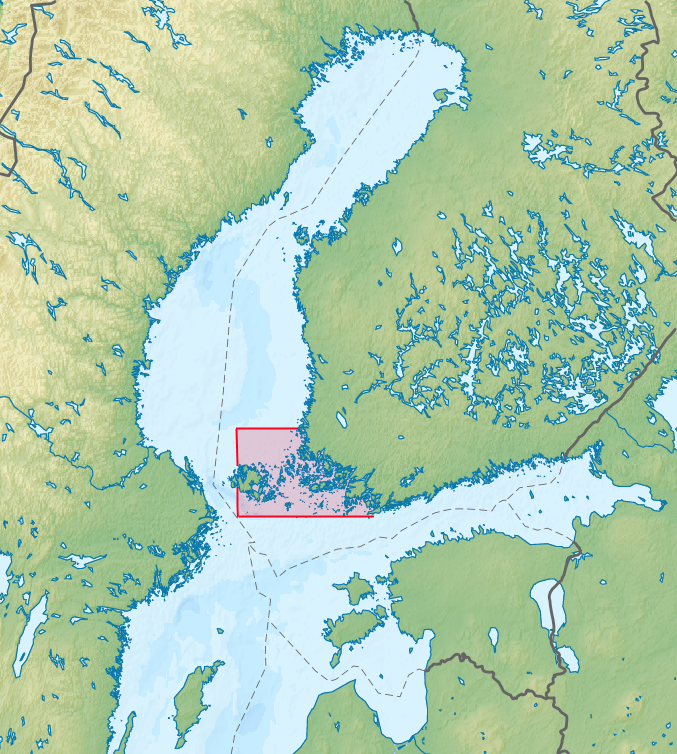
Skärgårdshavet Mar do Arquipélago
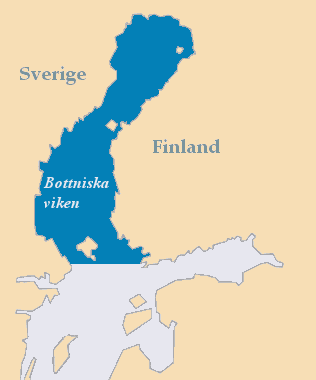
Bottniska viken Golfo de Bótnia
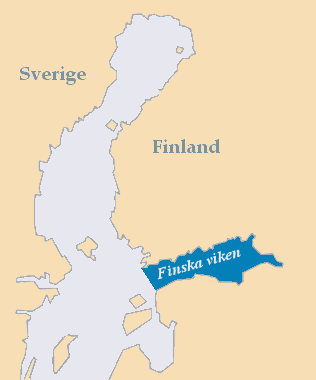
Finska viken Golfo da Finlândia